# Nova Acrópole
Nova Acrópole (NA; nome oficial: Organización Internacional Nueva Acrópolis "OINA" - Organisation Internationale Nouvelle Acropole, association internationale sans but lucratif) é uma organização sem fins lucrativos presente em todo o mundo fundada em 1957 por Jorge Ángel Livraga Rizzi (falecido em 1991) primeiro como uma escola de filosofia e mais tarde como uma organização internacional dedicada a estudos filosóficos e suas práticas. A organização está firmada na existência de uma filosofia universal, que estaria por trás de todas as religiões e movimentos esotéricos. Está registrada na Bélgica como uma organização internacional desde 1990, número 3/12-941/S.

## História
Foi fundada por Jorge Ángel Livraga Rizzi na Argentina em 1957 entre estudantes universitários e do secundário, com a provável colaboração de sua companheira Ada Dolores Albrecht. A partir da década de 1970, com o reconhecimento da associação como uma fundação de entidade pública pelas autoridades argentinas, começa a se espalhar por vários países da América do Sul, e em 1972 chegou a Europa. Em 1981 Ada Albrecht deixou a organização e fundou a Asociación Mundial Hastinapura.

## Organização

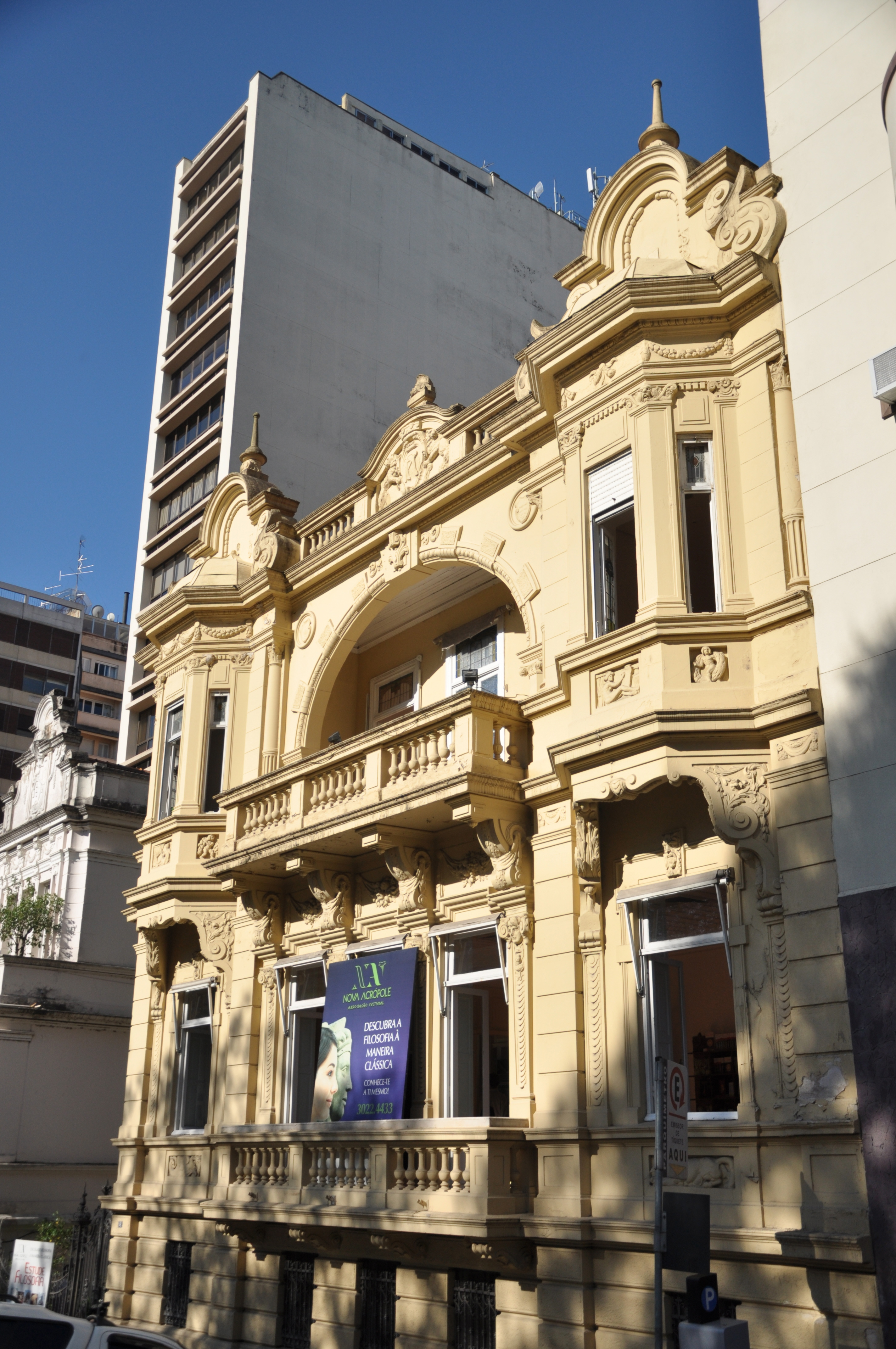
Vista exterior do Solar Palmeiro, que atualmente abriga a Nova Acrópole Porto Alegre.

As 35 organizações nacionais da Nova Acrópole se agrupam na Organização Internacional Nova Acrópole (OINA), que tem a sua sede em Bruxelas.
O atual presidente internacional é Carlos Adelantado Puchal e segundo dados da organização há 16.000 membros ativos em mais de 50 países do mundo. Presente na Espanha desde 1972, na Galiza mantén sedes na Corunha e em Vigo.

## Princípios Institucionais
Declara como princípios:

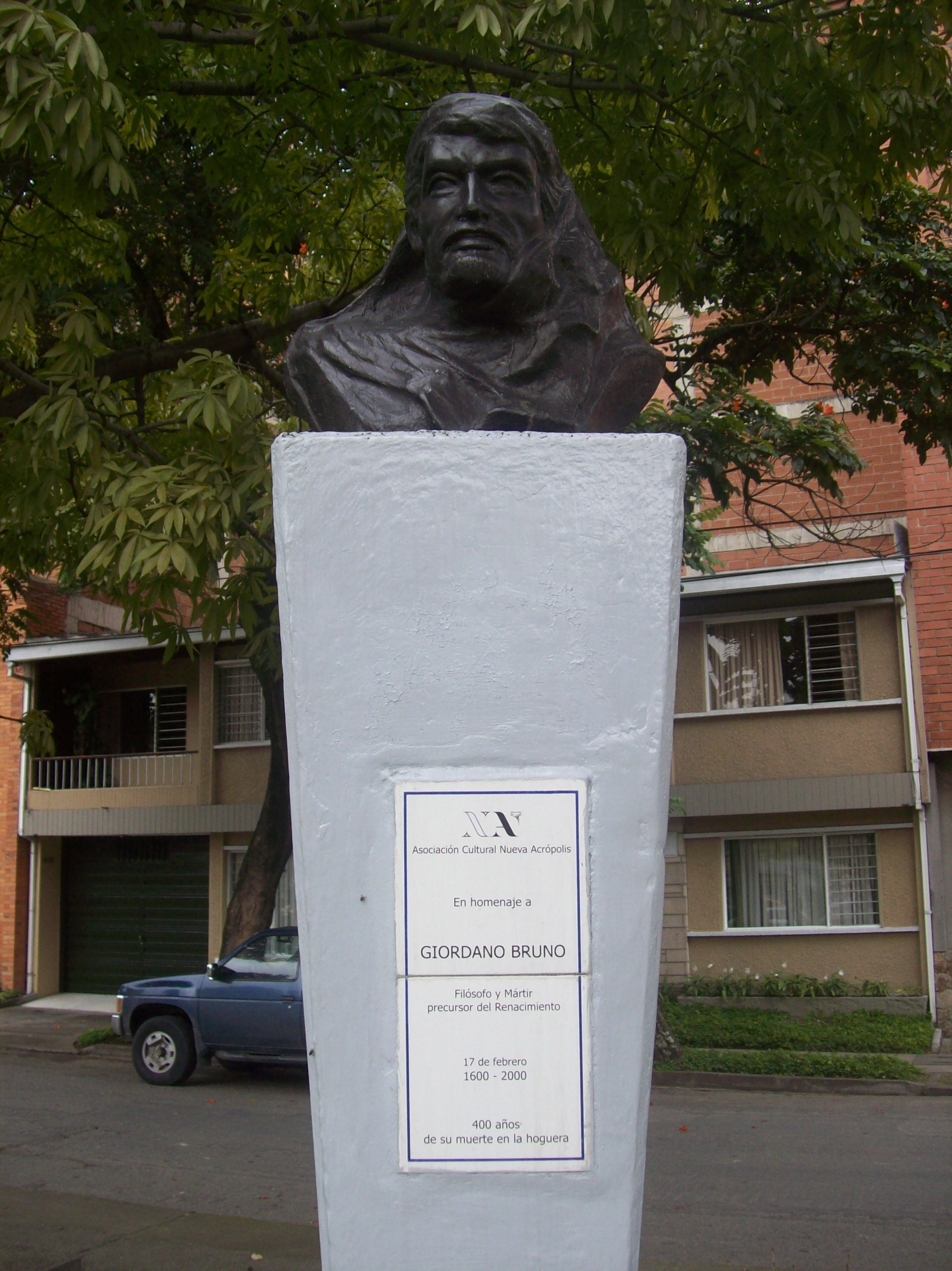
Busto de Giordano Bruno na Avenida Bolivariana em Medelim, Colômbia.

1. Promover um Ideal de fraternidade internacional baseado no respeito à dignidade humana, mais além das diferenças raciais, de sexo, culturais, religiosas, sociais, etc.[5]
2. Fomentar o amor à sabedoria por meio do estudo comparado de filosofias, religiões, ciências e artes, para promover o conhecimento do ser humano, das leis da Natureza e do Universo.
3. Desenvolver o melhor do potencial humano, promovendo a realização do ser humano como indivíduo e sua integração na sociedade e na natureza, como elemento ativo e consciente para melhorar o mundo.

Além dos cursos regulares de filosofia, aulas e workshops, a organização também está envolvida em atividades sociais e filantrópicas, como campanhas de arrecadação de alimentos, workshops de arte, limpeza de monumentos e parques, e também em resgate de desabrigados.

## Controvérsias
A Nova Acrópole tem recebido críticas há várias décadas, em particular sobre seu suposto uso de estruturas e símbolos paramilitares, e a aparente influência de modelos fascistas sobre eles.
A Comissão Francesa de Seitas (1995), bem como a comissão parlamentar belga, em 1997, registraram a Nova Acrópole como uma seita em seus países em uma lista negra, junto com outras 171 associações. No dia 27 de maio de 2005, a lista negra de seitas foi abandonada pelo governo francês. Entretanto, Serge Blisko, diretor da Missão Interministerial Francesa para Monitorar e Combater Desvios de Seitas (MIVILUDES) disse à VICE em 2014 que "o governo francês ainda considera a Nova Acrópole como uma seita e permanece sob vigilância".
A Nova Acrópole oficialmente condena o nazismo, racismo e extremismo político, mas a organização já foi acusada de apoiar o neofascismo e o neonazismo. O Professor Nicholas Goodrick-Clarke disse em 2003 que "a estrutura, organização e simbolismo da Nova Acrópole é claramente fruto de modelos fascistas". De acordo com Jean-Marie Abgrall, "a Nova Acrópole pegou emprestado símbolos e ideias elitistas e arianas".
A Sociedade Teosófica, da qual Livraga fazia parte antes de fundar a Nova Acrópole, nega oficialmente qualquer ligação com a Nova Acrópole, esclarecendo que Livraga foi expulso da organização devido ao seu "comportamento incorreto - confirmado pelas autoridades do seu país (Argentina)".

### Links Institucionais
- [www.nova-acropole.org.br/ «Página oficial»] Verifique valor |url= (ajuda)